# St. Johann (Riemsloh)

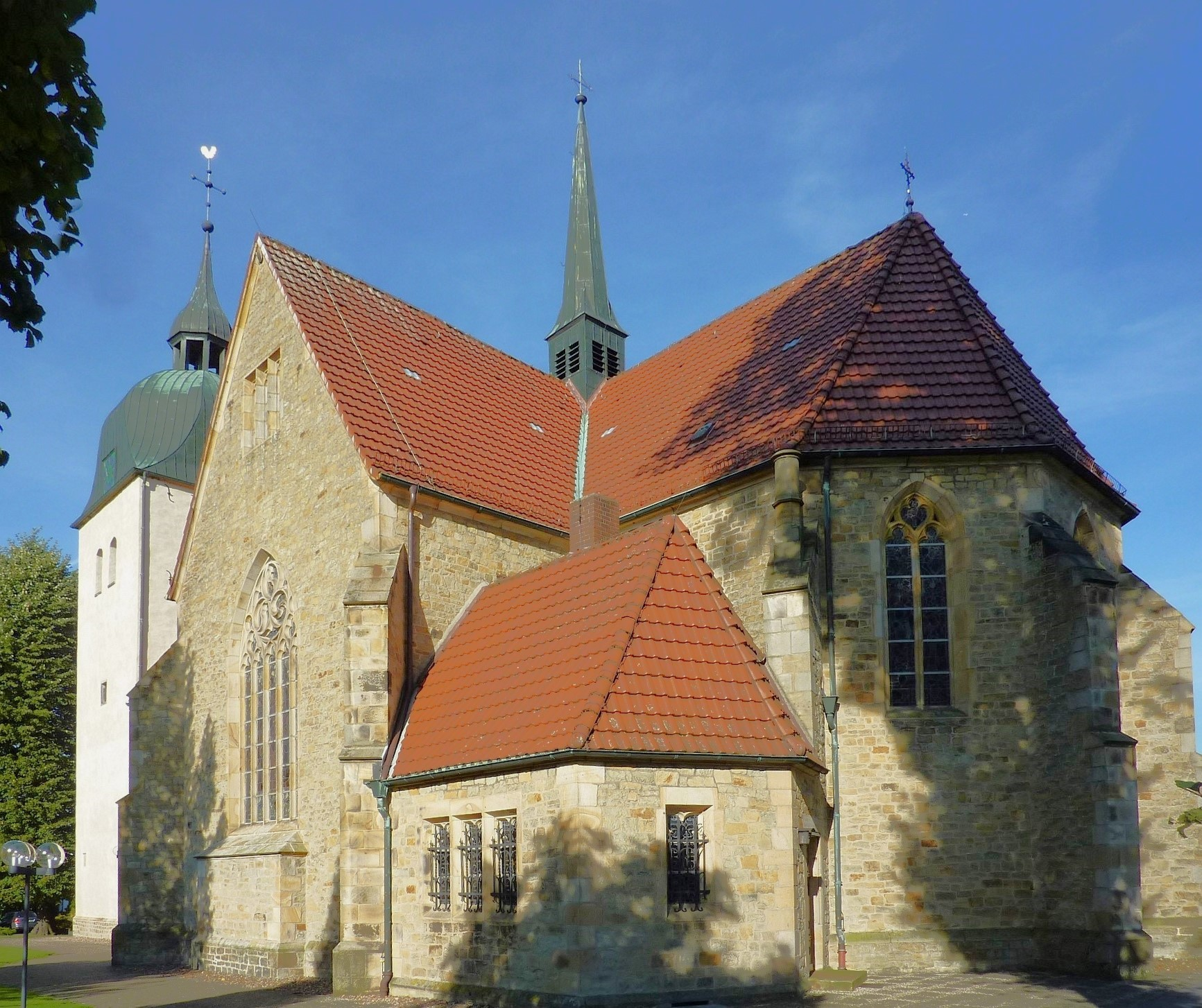
Kirche St. Johann in Riemsloh

Die Kirche St. Johann ist die katholische Kirche im Stadtteil Riemsloh der Stadt Melle. Die Grundsteinlegung der neuen, erweiterten Kirche fand am 28. Mai 1908 statt. Am 15. März 1910 wurde die Kirche von Bischof Hubertus Voß eingeweiht. Geweiht ist die Kirche dem Heiligen Johannes dem Täufer.

## Geschichte und Architektur
Der quadratische Westturm der Kirche wurde bereits in den Jahren 1461/62 gebaut. Im Laufe der Jahrhunderte wurde die Kirche immer wieder vergrößert. Die letzte große Erweiterung fand in den Jahren 1908 bis 1909 statt. Bei den Ausschachtungsarbeiten wurde unter dem Fußboden der alten Kirche ein Grabstein entdeckt, aus dem hervorgeht, dass es bereits im Jahr 1007 eine Kirche mit Begräbnisplatz in Riemsloh gegeben haben soll. Architekt der letzten Erweiterung war Wilhelm Sunder-Plassmann aus Münster. Der Baustil des Erweiterungsbaus ist neugotisch.
Die Pfarrkirche ist ein einschiffiger gotischer Bruchsteinbau mit drei Langhausjochen. Der neugotische Ostanbau ist mit einem Querschiff verbunden und hat einen polygonalen Chor. Über der Vierung ist ein Dachreiter, ein kleiner Turm, angebracht.

## Ausstattung
Das aus weißem Sandstein gemeißelte Sakramentshäuschen im spätgotischen Stil wurde im Jahr 1503 geschaffen.
Die Fenster im ältesten Teil der Kirche stammen noch aus dem Jahr 1507. Die beiden großen Fenster im Querschiff und die drei Chorfenster wurden 1908 in der Werkstatt des Kunstmalers Heinrich Nüttgens hergestellt.
Im Jahr 1650 erhielt die Kirche eine neue Kanzel, im Jahr 1661 die Kirchensitze. Im Jahr 1678 wurde an der Nordseite der Kirche eine Sakristei angebaut, im Jahr 1828 wurde das Leichenhaus an der Südseite abgetragen. Das Kreuzigungsbild stammt aus der Zeit um 1700. Im Jahr 1896 schaffte man eine neue Turmuhr an.
Der Hochaltar wurde im Jahr 1908 vom Bildhauer Heinrich Seling, der aus Gesmold stammte, geschnitzt. Das Altarbild wurde erst nach Aufstellung in der Kirche vergoldet und polychromiert. Das Altarbild zeigt Reliefs aus dem Alten und Neuen Testament. Der Marien- und der Josefsaltar (beide mit Marmor geschmückt) wurden ebenfalls 1908 in der Osnabrücker Kunsttischlerei Thiesing angefertigt. Die Vollplastiken zeigen die heilige Maria, Bischof Friedrich und Sankt Katharina, den heiligen Josef, Kaiser Heinrich II. und den Bischof Gerhard.
Die mittlere und die kleine Bronzeglocke aus dem Jahr 1559 wurden im Ersten Weltkrieg eingeschmolzen. (Eine der beiden Glocken konnte  seit 1874 nicht mehr benutzt werden, da sie einen Riss bekommen hatte.) Sie wurden im Jahr 1877 von der Firma Petit & Edelbrock in Gescher umgegossen. Die beiden Bronzeglocken wurden im Jahr 1922 durch drei Stahlglocken vom Bochumer Verein ersetzt. Die sogenannte Angelusglocke aus dem Jahr 1522 musste zunächst im Zweiten Weltkrieg abgeliefert werden, kam aber zurück und wurde an ihrem alten Platz wieder aufgehängt. Die Glocke trägt die Inschrift „Maria, mater gratiae, mater misericordiae, tu nos ab hoste protege in hora mortis suscipe. Anno Domini MCCCCCXXII“.
Im Jahr 1970 wurde der Chorraum umfassend renoviert. Das Dach der Kirche wurde in den Jahren 1976 bis 1978 repariert. Hierbei wurden die Dachziegel komplett und der Dachstuhl teilweise erneuert. In den Jahren 1988 und 1989 wurde die Kirche saniert und neu ausgemalt.
Im Jahr 2013 wurde die Außenfassade der Kirche erneuert.

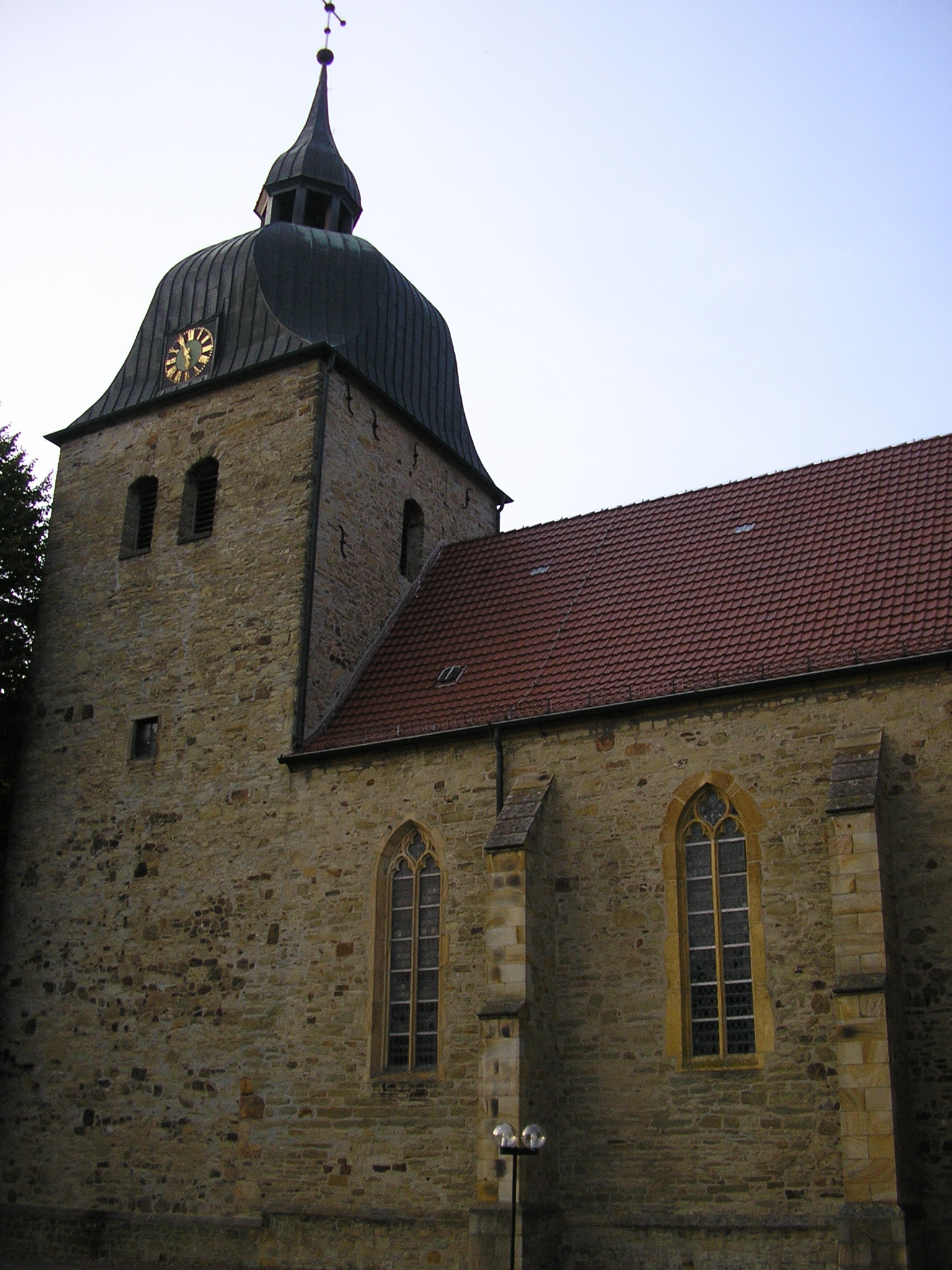
Außenansicht der Kirche, 2008
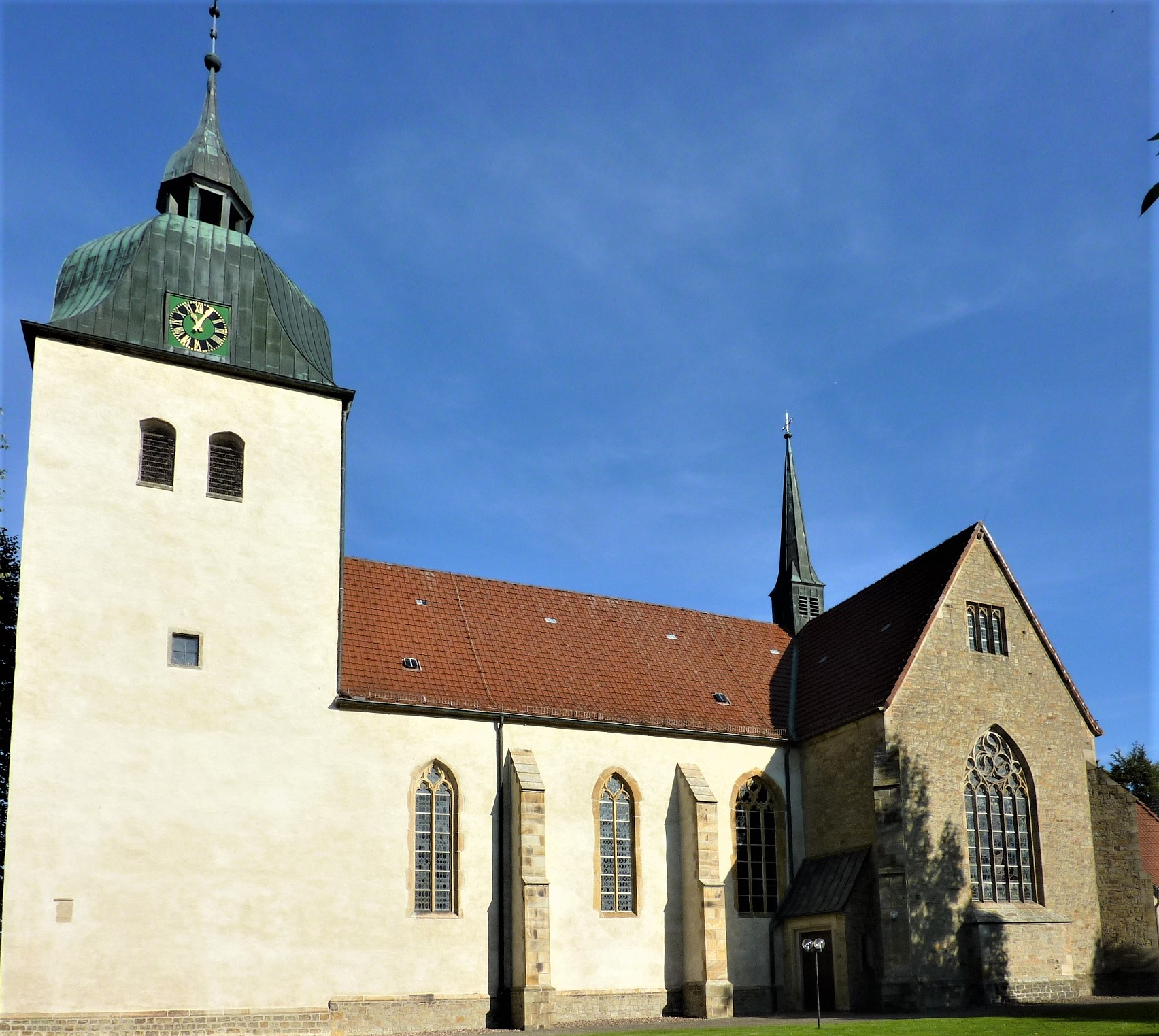
Außenansicht, 2015
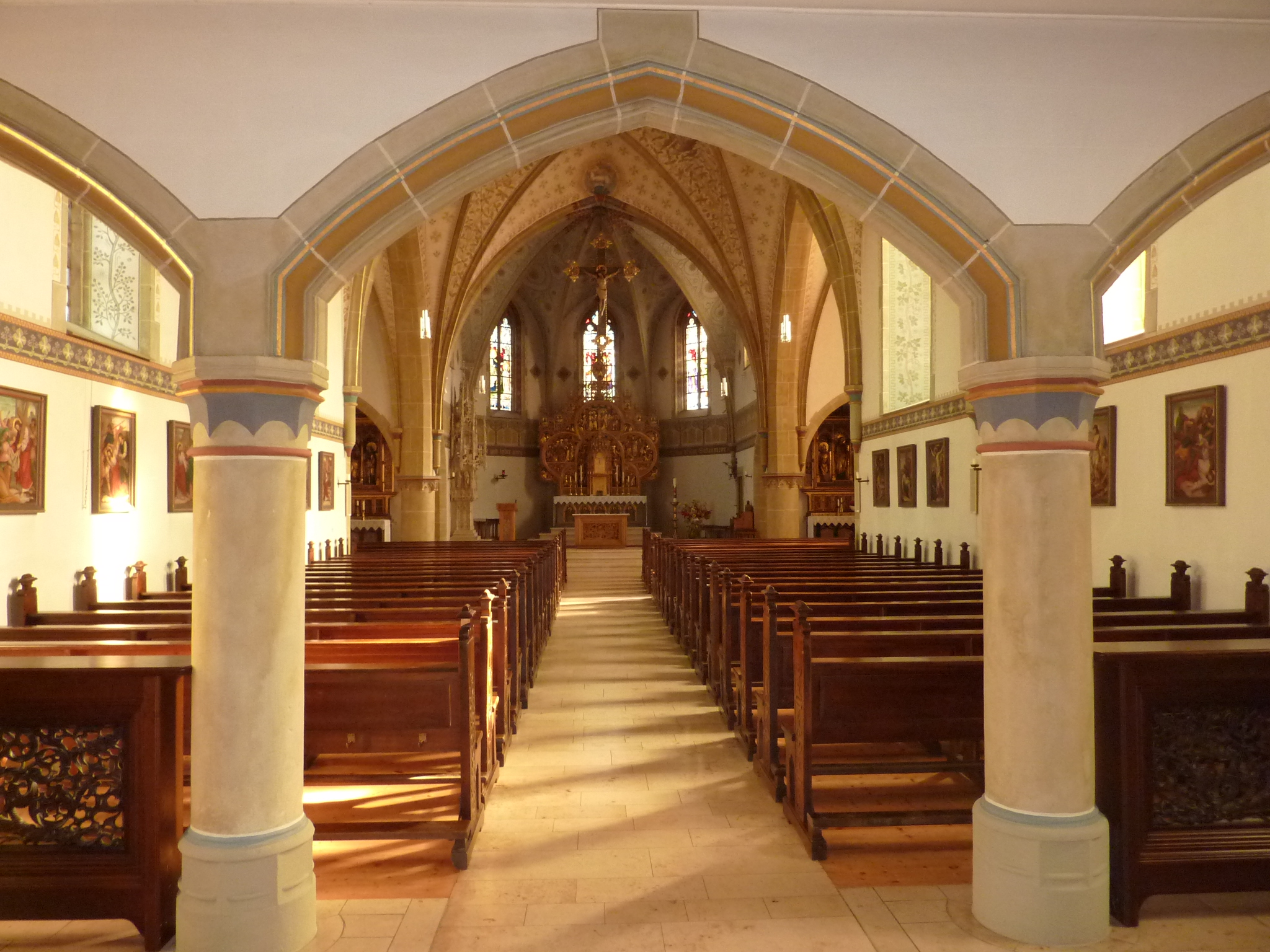
Innenansicht Richtung Altar
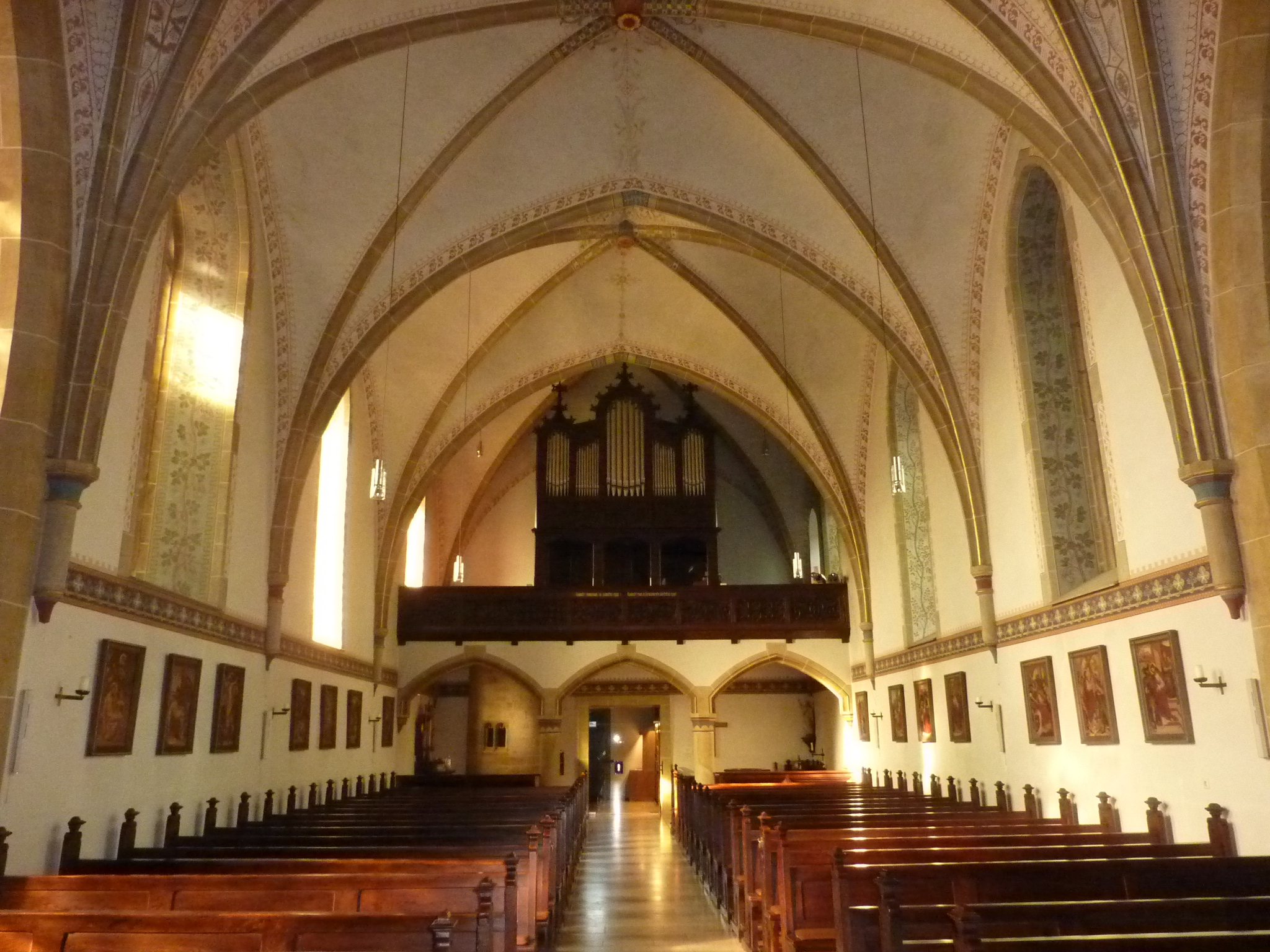
Innenansicht mit Orgel